# Listă de prim-miniștri ai Somaliei

### Listă a Șefilor de Guvern aiSomaliei
(Datele cursive indică continuitatea de facto a oficiului)
| Deținere                               | Însărcinat                                                                                 | Afiliere | Note                                         |
| -------------------------------------- | ------------------------------------------------------------------------------------------ | -------- | -------------------------------------------- |
| Republica Somaleză                     |                                                                                            |          |                                              |
| 1 iulie 1960 – 12 iulie 1960           | Muhammad Haji Ibrahim Egal, Prim-ministru                                                  | SNL      |                                              |
| 12 iulie 1960 – 14 iunie 1964          | Abdirashid Ali Shermake, Prim-ministru                                                     | SYL      |                                              |
| 14 iunie 1964 – 15 iulie 1967          | Abdirizak Haji Hussein, Prim-ministru                                                      | SYL      | în oficiu până la 27 septembrie 1964         |
| 15 iulie 1967 – 21 octombrie 1969      | Muhammad Haji Ibrahim Egal, Prim-ministru                                                  | SYL      |                                              |
| Republica Democrată Somaleză           |                                                                                            |          |                                              |
| 21 octombrie 1969 – 1 noiembrie 1969   | Muhammad Haji Ibrahim Egal, Prim-ministru                                                  | SYL      |                                              |
| 1 noiembrie 1969 – martie 1970         | Muhammad Siad Barre, Prim-ministru                                                         | mil      |                                              |
| martie 1970 – 1 februarie 1987         | Post abolit                                                                                |          |                                              |
| 1 februarie 1987 – 3 septembrie 1990   | Muhammad Ali Samatar, Prim-ministru                                                        | SRSP     |                                              |
| 3 septembrie 1990 – 24 ianuarie 1991   | Muhammad Hawadle Madar, Prim-ministru                                                      | SRSP     |                                              |
| 24 ianuarie 1991 – 21 iulie 1991       | Umar Arteh Ghalib, Prim-ministru                                                           | USC      |                                              |
| Republica Somaleză                     |                                                                                            |          |                                              |
| 21 iulie 1991 – 3 ianuarie 1997        | Umar Arteh Ghalib, Prim-ministru                                                           | USC      |                                              |
| 3 ianuarie 1997 – 8 octombrie 2000     | Vacant                                                                                     |          |                                              |
| 8 octombrie 2000 – 28 octombrie 2001   | Ali Khalif Galaydh, Prim-ministru (Șef al Guvernului Național Tranzițional)                | n-p      | în exilul Djibouti până la 14 octombrie 2000 |
| 28 octombrie 2001 – 12 noiembrie 2001  | Osman Jama Ali, purtându-se ca Prim-ministru (Șef al Guvernului Național Tranzițional)     | n-p      |                                              |
| 12 noiembrie 2001 – 8 decembrie 2003   | Hassan Abshir Farah, Prim-ministru (Șef al Guvernului Național Tranzițional)               | n-p      |                                              |
| 8 decembrie 2003 – 3 noiembrie 2004    | Muhammad Abdi Yusuf, Prim-ministru (Șef al Guvernului Național Tranzițional)               | n-p      |                                              |
| 3 noiembrie 2004 – 30 octombrie 2007   | Ali Muhammad Ghedi, Prim-minister (Șef al Guvernului Național Tranzițional                 | n-p      | în exilul Nairobi, Kenya                     |
| 30 octombrie 2007 – 24 noiembrie 2007  | Salim Aliyow Ibrow, purtându-se ca Prim-ministru (Șef al Guvernului Național Tranzițional) | n-p      |                                              |
| 24 noiembrie 2007 – 14 februarie 2009  | Nur Hassan Hussein, Prim-ministru (Șef al Guvernului Național Tranzițional)                | n-p      |                                              |
| 14 februarie 2009 – 24 septembrie 2010 | Omar Sharmarke, Prim-ministru (Șef al Guvernului Național Tranzițional)                    | n-p      |                                              |
| 24 septembrie 2010 – 1 noiembrie 2010  | Abdiwahid Gonjeh, purtându-se ca Prim-ministru (Șef al Guvernului Național Tranzițional)   | n-p      |                                              |
| 1 noiembrie 2010 – 19 iunie 2011       | Mohamed Abdullahi Mohamed, Prim-ministru (Șef al Guvernului Național Tranzițional)         | n-p      |                                              |
| 19 iunie 2011 – 17 octombrie 2012      | Abdiweli Gaas, Prim-ministru (Șef al Guvernului Național Tranzițional)                     | n-p      |                                              |
| 17 octombrie 2012 – 21 decembrie 2013  | Abdi Farah Shirdon, Prim-ministru                                                          | n-p      |                                              |
| 21 decembrie 2013 – 23 decembrie 2014  | Abdiweli Sheikh Ahmed, Prim-ministru                                                       | n-p      |                                              |
| 23 decembrie 2014 – 1 martie 2017      | Omar Sharmarke, Prim-ministru                                                              | n-p      |                                              |
| 1 martie 2017 – 25 iulie 2020          | Hasan Ali Khaire, Prim-ministru                                                            | n-p      |                                              |
| 25 iulie 2020 – 23 septembrie 2020     | Mahdi Gulaid, Prim-ministru                                                                | n-p      |                                              |
| 23 septembrie 2020 – 26 iunie 2022     | Mohamed Hussein Roble, Prim-ministru                                                       | n-p      |                                              |
| 26 iunie 2022 – prezent                | Hamza Abdi Barre, Prim-ministru                                                            | n-p      |                                              |

### Afiliații politice
- SNL - Liga Națională Somaleză
- SRSP - Partidul Socialist Revoluționar Somalez
- SYL - Liga Somaleză Tânără
- USC - Congresul Somalez Unit
- Mil - Militar
- n-p - Non-partizan

### Articole corelate
- Istoria Somaliei
- Președinte al Somaliei
- Liste de sarcini
- Listă de lideri naționali